# Psychotria ramiflora
Psychotria ramiflora là một loài thực vật có hoa trong họ Thiến thảo. Loài này được Rusby miêu tả khoa học đầu tiên năm 1927.